# Seznam zvláště chráněných druhů ptáků v Česku

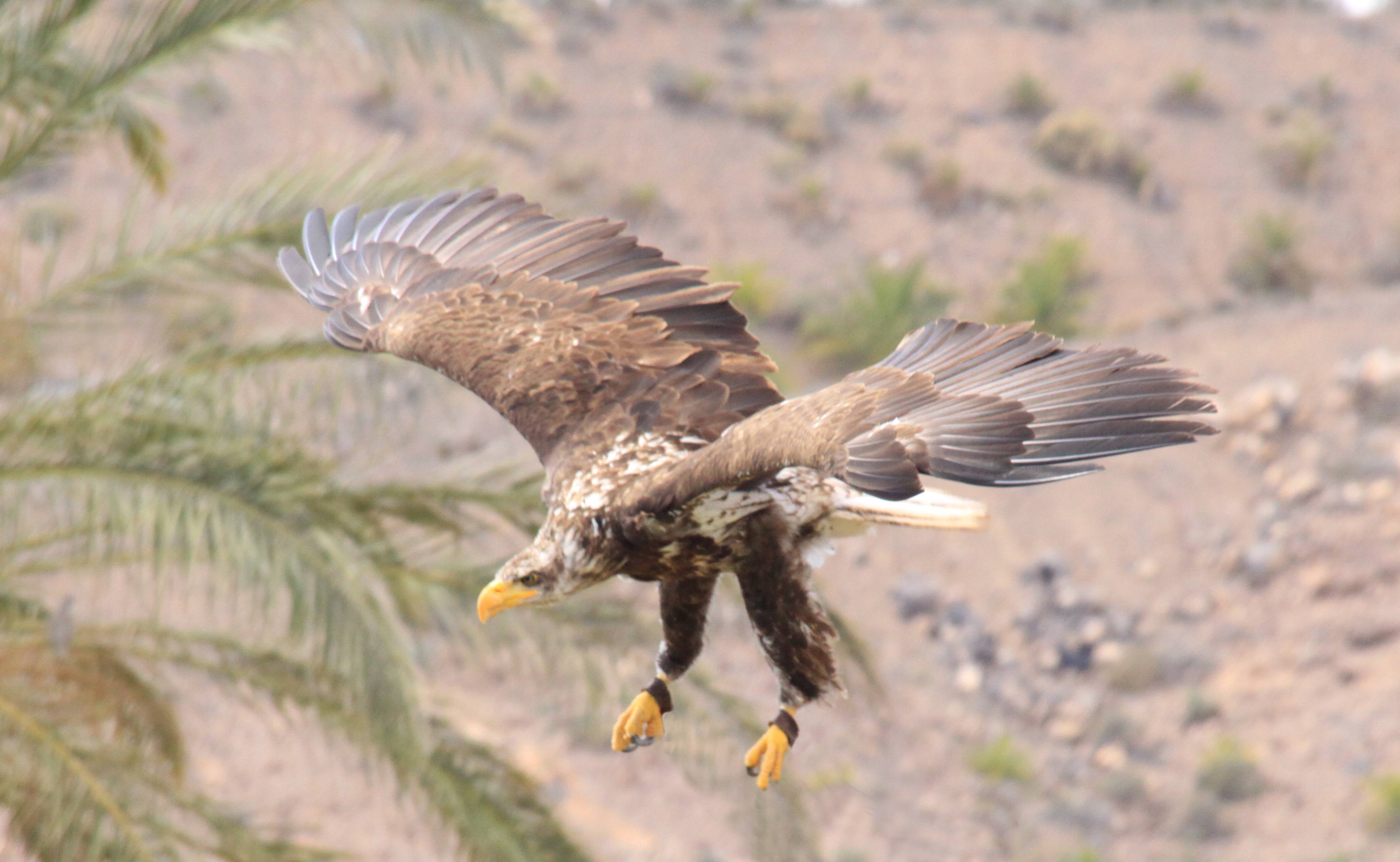
Orel mořský náleží společně s dalšími 34 taxony mezi kriticky ohrožené ptačí druhy v ČR

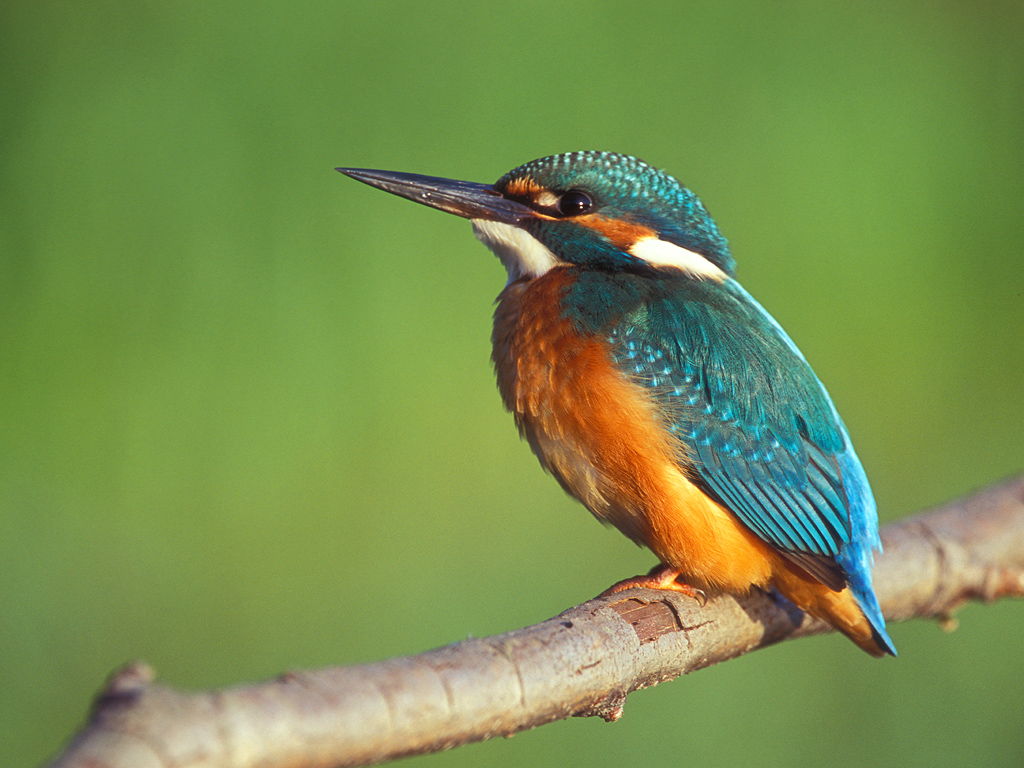
Ledňáček říční - představitel silně ohrožených druhů

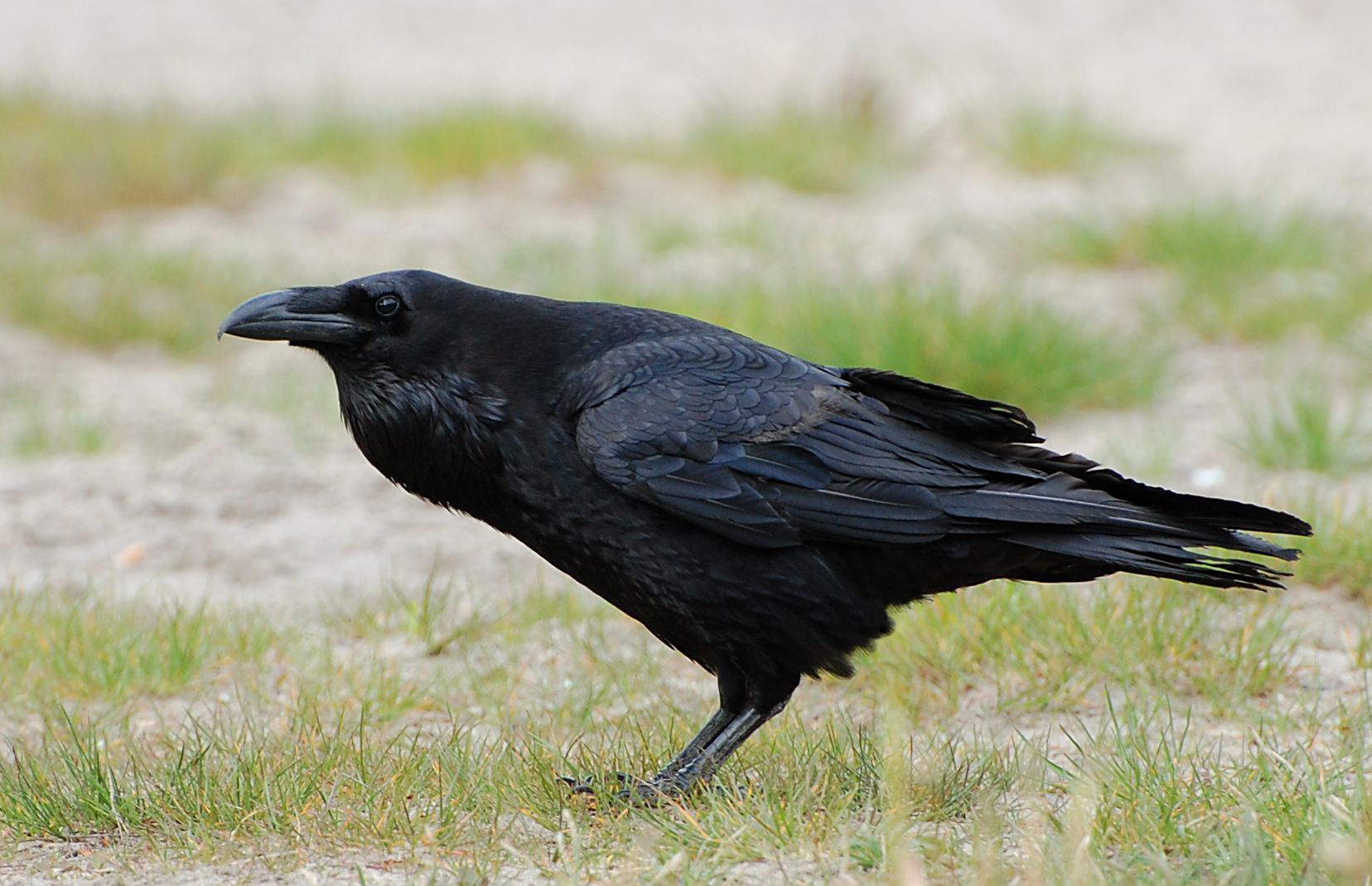
Krkavec velký - představitel ohrožených druhů

Mezi zvláště chráněné druhy ptáků v Česku řadíme dle vyhlášky 395/1992 Sb. celkem 120 ptačích druhů a 2 poddruhy rozdělených v závislosti na stupni ohrožení do tří kategorií:
- Taxony kriticky ohrožené - 34 druhů, 1 poddruh
- Taxony silně ohrožené - 57 druhů, 1 poddruh
- Taxony ohrožené - 29 druhů

Od roku 2004 (vstup do EU) jsou v ČR obecně chráněny všechny druhy volně žijících ptáků (novela 218/2004), tedy i ty, které nejsou v tomto seznamu.
Výjimky jsou jen pro myslivost a odchylný postup dle § 5b.

## Taxony kriticky ohrožené
- břehouš černoocasý (Limosa limosa)
- bukač velký (Botaurus stellaris)
- bukáček malý (Ixobrychus minutus)
- drop velký (Otis tarda)
- dytík úhorní (Burhinus oedicnemus)
- chřástal malý (Porzana parva)
- jeřáb popelavý (Grus grus)
- koliha velká (Numenius arquata)
- kolpík bílý (Platalea leucorodia)
- kulík hnědý (Charadrius morinellus)
- luňák červený (Milvus milvus)
- luňák hnědý (Milvus migrans)
- mandelík hajní (Coracias garrulus)
- morčák velký (Mergus merganser)
- orel křiklavý (Aquila pomarina)
- orel mořský (Haliaeetus albicilla)
- orel skalní (Aquila chrysaetos)
- orlovec říční (Pandion haliaetus)
- ostralka štíhlá (Anas acuta)
- polák malý (Aythya nyroca)
- poštolka rudonohá (Falco vespertinus)
- raroh velký (Falco cherrug)
- puštík bělavý (Strix uralensis)
- rybák černý (Chlidonias niger)
- skalník zpěvný (Monticola saxatilis)
- slavík modráček tundrový (Luscinia svecica svecica)
- sokol stěhovavý (Falco peregrinus)
- strnad luční (Miliaria calandra)
- strnad zahradní (Emberiza hortulana)
- tenkozobec opačný (Recurvirostra avosetta)
- tetřev hlušec (Tetrao urogallus)
- vodouš rudonohý (Tringa totanus)
- volavka červená (Ardea purpurea)
- výreček malý (Otus scops)
- zedníček skalní (Tichodroma muraria)

## Taxony silně ohrožené
- bekasina otavní (Gallinago gallinago)
- bělořit šedý (Oenanthe oenanthe)
- čáp černý (Ciconia nigra)
- čírka modrá (Anas querquedula)
- datlík tříprstý (Picoides tridactylus)
- drozd cvrčala (Turdus iliacus)
- dřemlík tundrový (Falco columbarius)
- dudek chocholatý (Upupa epops)
- hohol severní (Bucephala clangula)
- holub doupňák (Columba oenas)
- chřástal kropenatý (Porzana porzana)
- chřástal polní (Crex crex)
- chřástal vodní (Rallus aquaticus)
- jeřábek lesní (Bonasa bonasia)
- kalous pustovka (Asio flammeus)
- kavka obecná (Corvus monedula)
- konipas luční (Motacilla flava)
- kos horský (Turdus torquatus)
- krahujec obecný (Accipiter nisus)
- krutihlav obecný (Jynx torquilla)
- křepelka polní (Coturnix coturnix)
- kulíšek nejmenší (Glaucidium passerinum)
- kvakoš noční (Nycticorax nycticorax)
- ledňáček říční (Alcedo atthis)
- lejsek malý (Ficedula parva)
- lelek lesní (Caprimulgus europaeus)
- linduška horská (Anthus spinoletta)
- linduška úhorní (Anthus campestris)
- lžičák pestrý (Anas clypeata)
- moták lužní (Circus pygargus)
- moták pilich (Circus cyaneus)
- ostříž lesní (Falco subbuteo)
- pěnice vlašská (Sylvia nisoria)
- pěvuška podhorní (Prunella collaris)
- pisík obecný (Actitis hypoleucos)
- potápka rudokrká (Podiceps grisegena)
- racek černohlavý (Larus melanocephalus)
- rákosník velký (Acrocephalus arundinaceus)
- rybák obecný (Sterna hirundo)
- skřivan lesní (Lullula arborea)
- slavík modráček středoevropský (Luscinia svecica cyanecula)
- slavík tmavý (Luscinia luscinia)
- sova pálená (Tyto alba)
- strakapoud bělohřbetý (Dendrocopos leucotos)
- strakapoud jižní (Dendrocopos syriacus)
- sýc rousný (Aegolius funereus)
- sýček obecný (Athene noctua)
- sýkořice vousatá (Panurus biarmicus)
- tetřívek obecný (Tetrao tetrix)
- ťuhýk menší (Lanius minor)
- ťuhýk rudohlavý (Lanius senator)
- včelojed lesní (Pernis apivorus)
- vlha pestrá (Merops apiaster)
- vodouš kropenatý (Tringa ochropus)
- volavka bílá (Egretta alba)
- volavka stříbřitá (Egretta garzetta)
- zrzohlávka rudozobá (Netta rufina)
- žluva hajní (Oriolus oriolus)

## Taxony ohrožené
- bramborníček černohlavý (Saxicola torquata)
- bramborníček hnědý (Saxicola rubetra)
- brkoslav severní (Bombycilla garrulus)
- břehule říční (Riparia riparia)
- cvrčilka slavíková (Locustella luscinioides)
- čáp bílý (Ciconia ciconia)
- čírka obecná (Anas crecca)
- hýl rudý (Carpodacus erythrinus)
- chocholouš obecný (Galerida cristata)
- jestřáb lesní (Accipiter gentilis)
- kopřivka obecná (Anas strepera)
- koroptev polní (Perdix perdix)
- krkavec velký (Corvus corax)
- lejsek šedý (Muscicapa striata)
- moták pochop (Circus aeruginosus)
- moudivláček lužní (Remiz pendulinus)
- ořešník kropenatý (Nucifraga caryocatactes)
- potápka černokrká (Podiceps nigricollis)
- potápka malá (Tachybaptus ruficollis)
- potápka roháč (Podiceps cristatus)
- rorýs obecný (Apus apus)
- slavík obecný (Luscinia megarhynchos)
- sluka lesní (Scolopax rusticola)
- strakapoud prostřední (Dendrocopos medius)
- ťuhýk obecný (Lanius collurio)
- ťuhýk šedý (Lanius excubitor)
- vlaštovka obecná (Hirundo rustica)
- výr velký (Bubo bubo)